# Бандейрантис (Мату-Гросу-ду-Сул)
Бандейрантис (порт. Bandeirantes) — муниципалитет в Бразилии, входит в штат Мату-Гросу-ду-Сул. Составная часть мезорегиона Северо-центральная часть штата Мату-Гроссу-ду-Сул. Входит в экономико-статистический микрорегион Кампу-Гранди. Население составляет 6614 человек на 2006 год. Занимает площадь 3115,514 км². Плотность населения — 2,1 чел./км².

## История
Город основан 11 ноября 1963 года. 

## Статистика
- Валовой внутренний продукт на 2003 год составляет 85 935 588,00 реалов (данные: Бразильский институт географии и статистики).
- Валовой внутренний продукт на душу населения на 2003 год составляет 13 166,17 реалов (данные: Бразильский институт географии и статистики).
- Индекс развития человеческого потенциала на 2000 год составляет 0,733 (данные: Программа развития ООН).